# Anthony Amato
Anthony Amato, nato Antonio Amato (Minori, 21 luglio 1920 – New York, 13 dicembre 2011), è stato un direttore teatrale e produttore teatrale statunitense di origini italiane, fondatore dell'Amato Opera.
Trasferitosi a New Haven con i suoi genitori all'età di 7 anni, durante la Grande depressione lasciò la scuola ed andò a lavorare come macellaio. Tuttavia ammirava l'opera e occasionalmente appariva come tenore nelle compagnie d'opera regionali. Nel 1943, durante le rappresentazioni dell'operetta di Rudolf Friml The Vagabond King al Paper Mill Playhouse di Millburn, incontrò Sally Bell (27 settembre 1917 - 16 agosto 2000), che sposò nel 1945.
In seguito avviò dei laboratori d'opera presso l'American Theatre Wing di New York; per offrire ai suoi studenti un'opportunità di entrare nel mondo del teatro, assieme a sua moglie fondò nel 1948 l'Amato Opera, che gestì ininterrottamente fino alla sua chiusura, avvenuta nel 2009. 
Morì di cancro all'età di 91 anni nella sua casa di City Island, nel Bronx.